# Patulin
Patulin là một độc tố vi nấm được sản sinh từ một số loài nấm mốc, đặc biệt là Aspergillus và Penicillium. Patulin thường có trong táo bị thối rữa, và trong quá trình chế biến các sản phẩm từ táo, hàm lượng patulin được coi là thước đo để đánh giá chất lượng táo nguyên liệu. Patulin không phải là độc tố mạnh, nhưng một số nghiên cứu đã chỉ ra rằng patulin có độc tính gen, do đó có thể gây ung thư, tuy nhiên những nghiên cứu này mới chỉ được thực hiện trên động vật. Patulin is also an antibiotic. 
Một số quốc gia đã quy định hàm lượng patulin trong các sản phẩm táo. Tổ chức Y tế thế giới (WHO) khuyến cáo mức tối đa là 50 µg/L nước táo.
Tại châu Âu, EU quy định giới hạn 50 microgam trên kilogam (mcg/kg) đối với cả nước táo và rượu táo, 25mcg/kg đối với các sản phẩm táo dạng rắn và 10mcg/kg trong các sản phẩm cho trẻ sơ sinh và trẻ nhỏ. Các giới hạn này có hiệu lực từ ngày 01 tháng 11 năm 2003 
Tại Việt Nam, giới hạn tối đa (ML) theo quy định của Bộ Y tế Việt Nam  đối với patulin trong trái cây, nước trái cây, nước trái cây cô đặc và các sản phẩm từ chúng là 50 microgam trên kilogam (mcg/kg).